# Châtellenie de Lille
La châtellenie de Lille est une ancienne baronnie de la Flandre, durant le Moyen Âge. Elle est localisée aux alentours de Lille.

## Histoire
La châtellenie a pour chef-lieu la Salle de Lille (ou Château de Lille), siège de la cour féodale du comte. Un châtelain y est constitué qui tient en fief de la Salle de Lille, son état, titre et office avec les terres, rentes et droits y affectés.

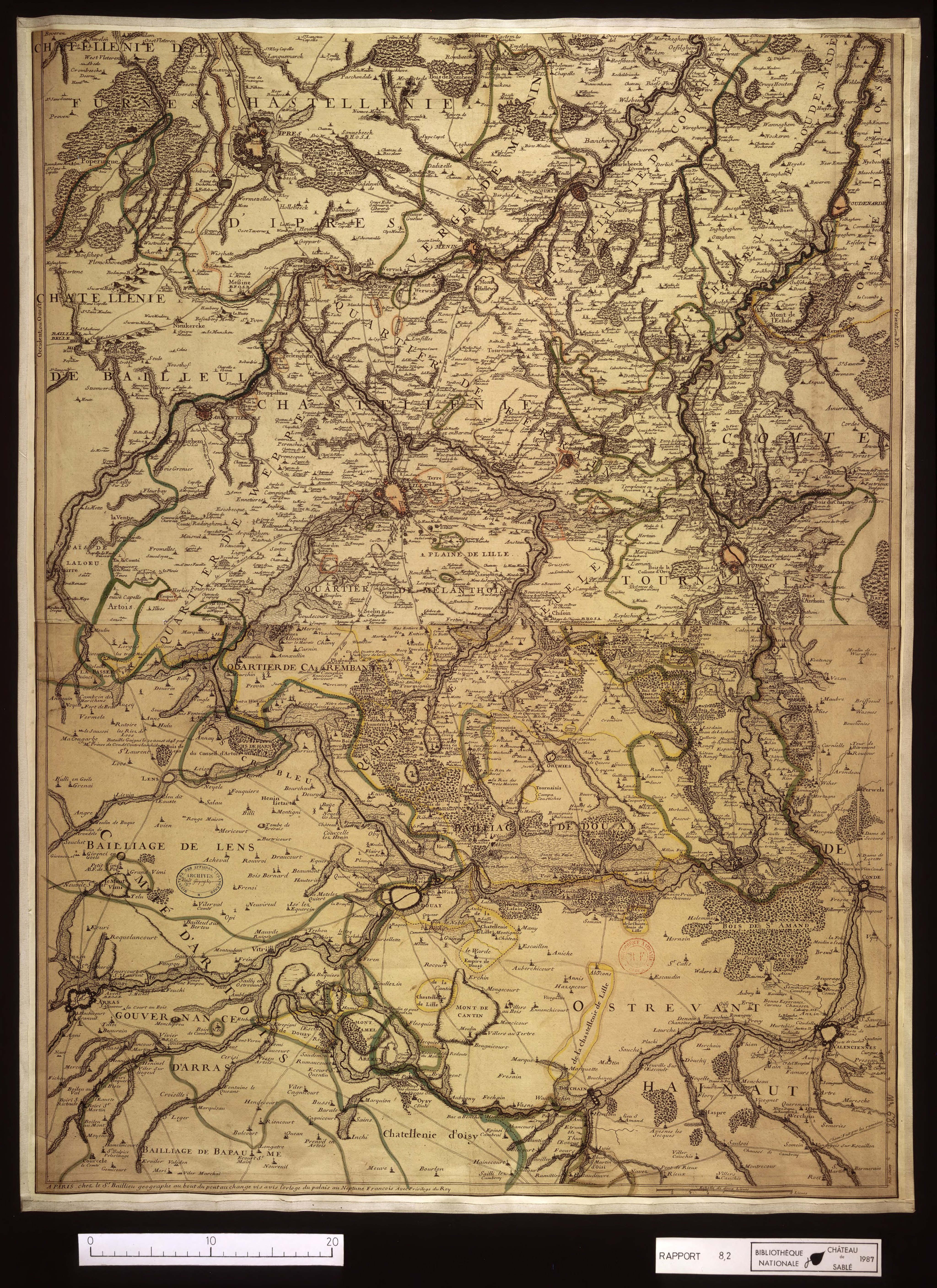
La châtellenie de Lille, carte tracée en 1707.

La châtellenie de Lille est mentionnée pour la première fois en 1039. Elle se divisait en sept quartiers, :
- Mélantois (chef-lieu : Seclin) ;
- Carembault (chef-lieu : Phalempin) ;
- Pévèle (chef-lieu : Orchies) ;
- Ferrain (chef-lieu : Comines) ;
- Weppes (chef-lieu : Wavrin) ;
- Outre-Escault ;
- Comté.

Le château originel des châtelains de Lille était le château du Plouich à Phalempin. La nécropole des châtelains était située dans l'abbaye Saint-Christophe de Phalempin fondée par Saswallon le premier châtelain en 1039.

## Châtelains
- Le premier châtelain de Lille connu est Saswallon vers 1039.
- Gérard de Buc second époux de la fille anonyme du précédent châtelain présent vers 1097; il est sans doute le Gérard qui accompagne vers 1085 le comte de Flandre Robert Ier de Flandre lors d'un pèlerinage en terre sainte[4].
- Roger Ier, châtelain vers 1098
- Roger II, fils du précédent, mort en 1130
- Le 14 avril 1127, Roger II, châtelain de Lille et son fils Robert Ier, sont présents à Saint-Omer lorsque le comte de Flandre Guillaume Cliton confirme les lois et coutumes de la ville, jurent d'observer celles-ci[5].
- Roger II laisse trois fils qui seront successivement chatelain:
- Renaut Ier († 1133) , Robert Ier († 1136) et Roger III (†1146)
- puis les fils du dernier Robert II († 1147) Renaud II († 1163) et Hugues († 1169)
- Renaut châtelain mort sans héritiers. Il peut avoir épousé Adelis de Guînes, fille d'Arnould Ier de Guînes, qui se remaria après la mort de Renaut[6].
- Hugues († 1169) , frère de Renaut, d'abord ecclésiastique qui quitte cet état à la mort de son frère pour reprendre la châtellenie. En 1177, son épouse est Ermentrude, mère d'un fils nommé Jean Ier  châtelain de Lille après son père[6].
- Jean Ier († 1200) fils de Hugues Ier laisse trois enfants
- Roger IV († 1230)
- Guillaume  (†  1235), Prévot de Saint-Pierre.
- Elisabeth qui épouse N Chatelain de Péronne dont :
  - Jean II  († 1244) leur fils 
    - Jean III († 1276) son fils
      - Jean IV († 1302) son fils.
- En 1505, Marie de Luxembourg est châtelaine de Lille[7].
- En 1547, Antoine de Bourbon (1518-1562) son petit-fils.